# Luchtspoor
Het Luchtspoor was een Nederlands 2,2 kilometer lang spoorviaduct in de Spoorlijn Breda - Rotterdam dat dwars door het centrum van Rotterdam en met bruggen over de Nieuwe Maas en de Koningshaven heen ging. Het begon bij de overgang van het spoor over de Schie en Schiekade en eindigde bij de aanvang van de vaste oeververbinding over de Nieuwe Maas; de officiële benaming was Binnenrotteviaduct. Dit spoorviaduct werd op 28 april 1877 geopend als onderdeel van de door de Staat aangelegde verbinding van Amsterdam naar België. Het is de enige spoorlijn in Nederland die dwars door een historische binnenstad gebouwd is. Uiteraard bracht dit overlast met zich mee; toch werd het Luchtspoor na verloop van tijd onlosmakelijk onderdeel van het Rotterdamse stadsbeeld. Omgekeerd bood het Luchtspoor treinreizigers een spectaculair uitzicht op de bedrijvige stad.

## Historie
Al sinds 1855 werd gekeken naar de mogelijkheden van een spoorverbinding tussen Amsterdam en België. Voor twee delen van het traject, te weten van Amsterdam naar Rotterdam en van Moerdijk naar Antwerpen was er al een treinverbinding, maar tussen Rotterdam en Moerdijk moest men van een stoomboot gebruikmaken.
Eén mogelijkheid was de verbinding met België via Utrecht en Tilburg te laten lopen. Dit plaatste Rotterdam voor een dilemma: enerzijds wilde men graag profiteren van een goede treinverbinding met België, maar anderzijds vreesde men dat spoorbruggen over de Nieuwe Maas de scheepvaart zouden hinderen. In 1862 greep minister Thorbecke in: hij dwong Amsterdam en Rotterdam tot forse ingrepen om de spoorwegen aan te sluiten op de wereldhavens van beide steden. In Rotterdam moest daarvoor niet alleen een spoorlijn dwars door de stad worden aangelegd, maar ook een nieuwe haven worden gegraven: de Koningshaven.
Om een verbinding met Amsterdam te kunnen maken moest de nieuwe spoorlijn uit de richting Breda aansluiten op de bestaande spoorlijn Amsterdam - Rotterdam die op het kopstation Delftsche Poort eindigde (ongeveer op de plek waar nu station Rotterdam Centraal ligt). Om de doortrekking mogelijk te maken werd een nieuw station Delftsche Poort gebouwd. Het Luchtspoor kreeg ook een eigen station, midden in het centrum van Rotterdam: station Beurs. Na de oorlog zou station Beurs worden hernoemd tot station Blaak.
Om de scheepvaart doorgang te verlenen werden in de Wijnhaven en de Koningshaven draaibruggen gebouwd; twee pijlers hiervan zijn nu nog in de Wijnhaven aanwezig. Na verloop van tijd werd de doorgang in de Koningshaven te krap, en daarom is daar in 1927 een veel grotere hefbrug gebouwd (De Hef).

## Sloop
In de jaren '80 van de 20e eeuw waren de inmiddels ruim 100 jaar oude bruggen aan vervanging toe. Bovendien was de hefbrug, die regelmatig geopend moest worden, steeds meer een capaciteitsknelpunt geworden in deze belangrijke spoorwegverbinding. Na veel discussie is besloten de bruggen te vervangen door een viersporige tunnel op dezelfde plek, met een ondergronds station Blaak. Deze Willemsspoortunnel is op 15 september 1993 geopend. Het Luchtspoor is vervolgens gesloopt. De Hef werd niet gesloopt, maar bleef staan als monument van het Rotterdamse spoorwegverleden.

## Foto's

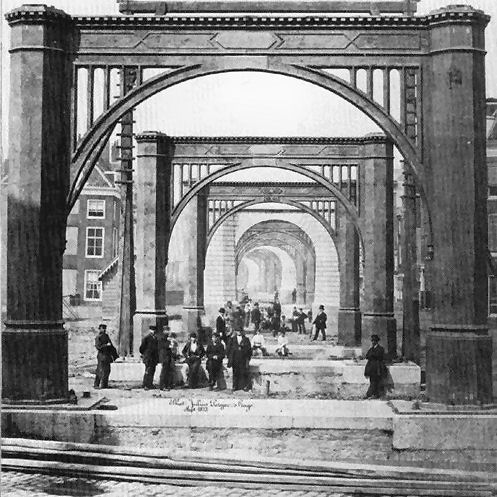
Bouw van het Luchtspoor in 1873
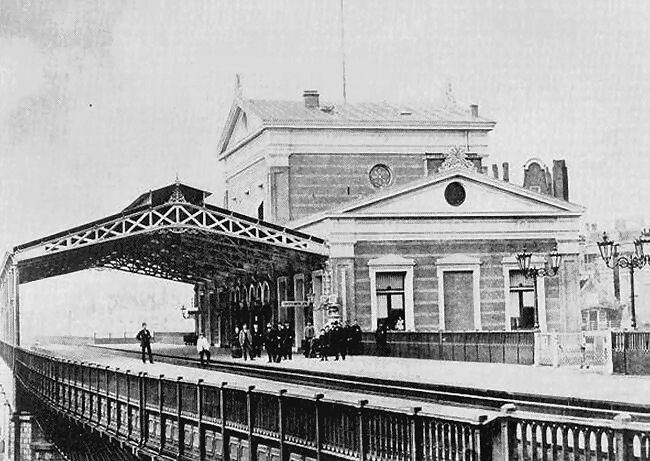
Station Beurs in 1877
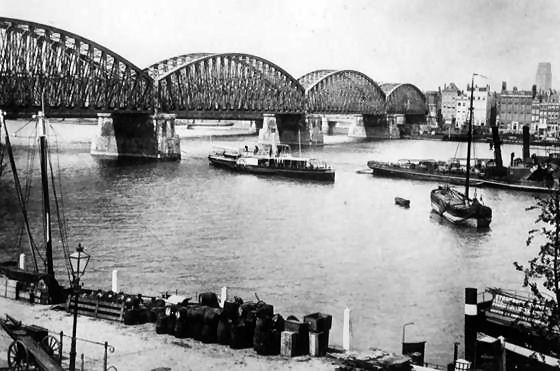
De Willemsspoorbrug, spoorbrug over de Nieuwe Maas in 1925
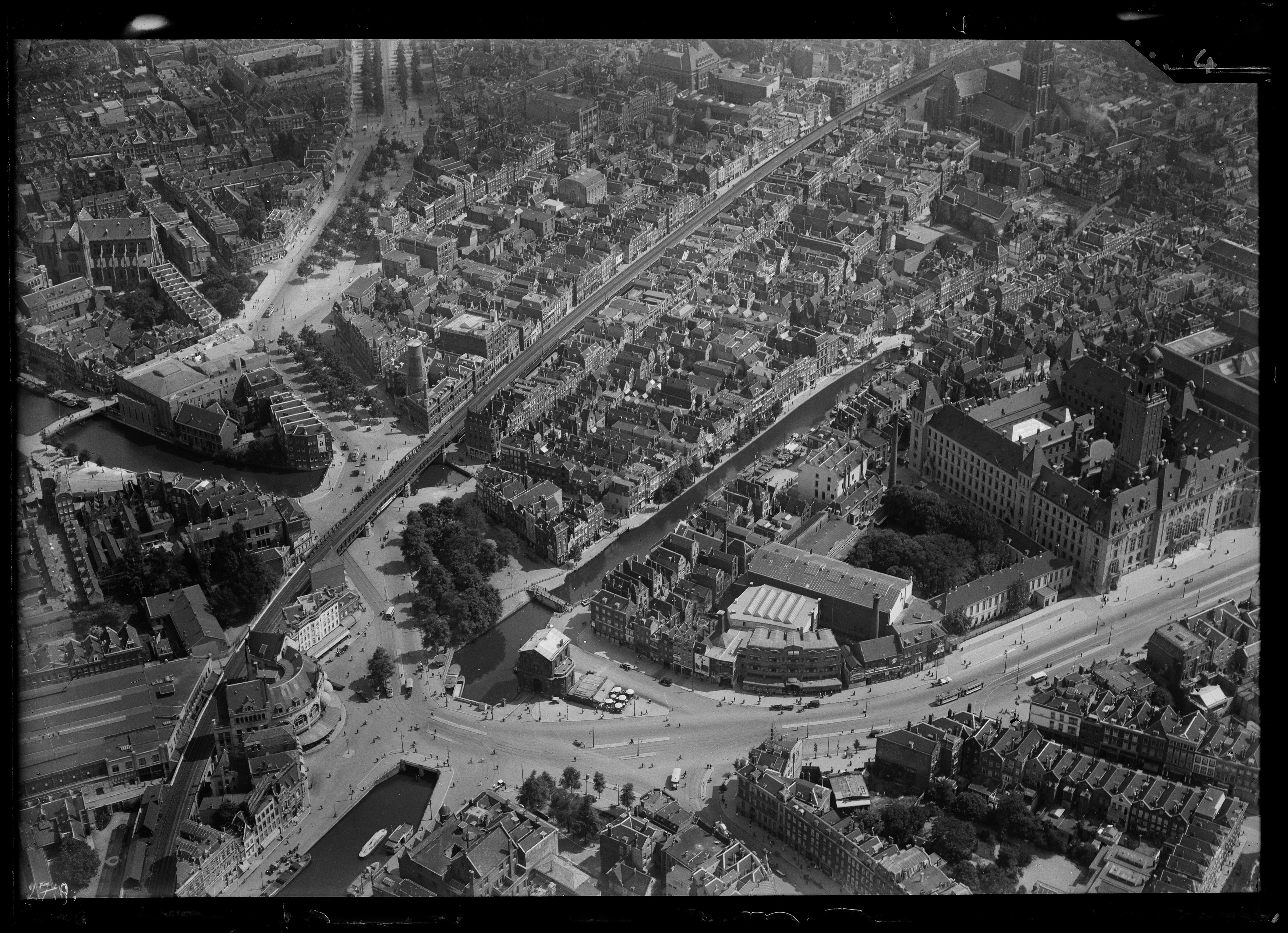
Het Luchtspoor van Station Hofplein tot de Laurenskerk (luchtfoto uit ca. 1930)
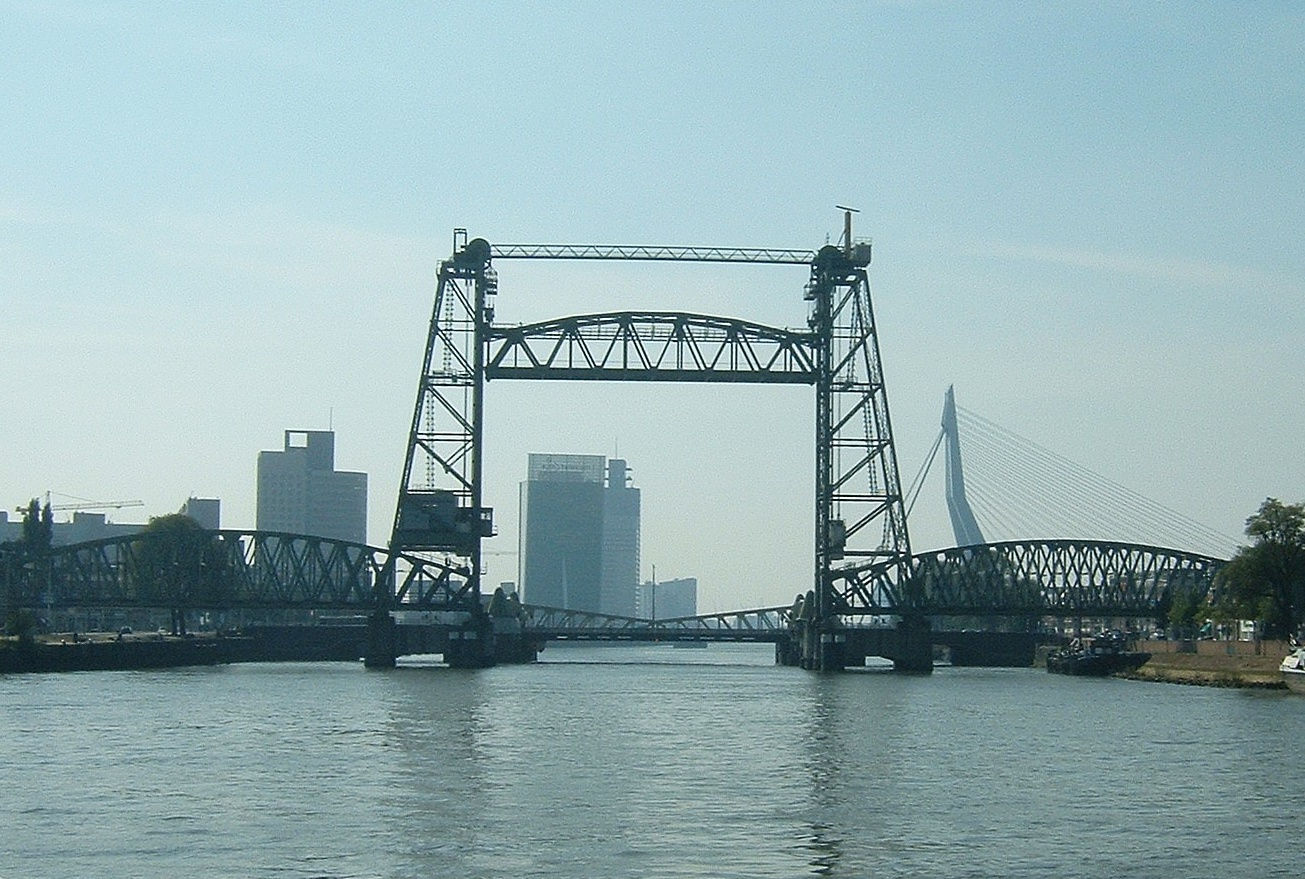
De Hef gezien vanuit het oosten